# Rakowo (Podlachie)
Pour les articles homonymes, voir Rakowo.
Rakowo est un village de Pologne, situé dans le gmina de Szczuczyn, dans le Powiat de Grajewo, dans la voïvodie de Podlachie.

## Histoire
Dans les années 1975-1998, le village était situé dans la voïvodie de Łomża.
Un village noble privé était situé dans la seconde moitié du XVIe siècle dans le comté de Wąsoski et  de la Vistule dans la voïvodie de Mazovie.
Dans l’entre-deux-guerres, le poste de garde des douanes « Rakowo » était stationné dans le village, puis le poste des gardes-frontières de la première ligne « Rakowo »

## Source
- (en) Cet article est partiellement ou en totalité issu de l’article de Wikipédia en anglais intitulé « Rakowo, Podlaskie Voivodeship » (voir la liste des auteurs).